# Маасрот
«Маасро́т», также «Маасерот» (мн. ч. др.-евр. מעשרות‬ — «десятины», ед. ч. מעשר‬, маасер) — трактат Мишны, седьмой в разделе «Зраим». Содержит законы о том, с каких сельскохозяйственных продуктов и в какие сроки следует отделять десятины.

## Предмет рассмотрения
В Моисеевом законе сказано:

И всякая десятина на земле из семян земли и из плодов дерева принадлежит Господу: это святыня Господня.
— Лев. 27:30
Книга Чисел предписывает отдавать десятину левитам:

А сынам Левия, вот, Я дал в удел десятину из всего, что у Израиля, за службу их, за то, что они отправляют службы в скинии собрания; и сыны Израилевы не должны впредь приступать к скинии собрания, чтобы не понести греха и не умереть: пусть левиты исправляют службы в скинии собрания и несут на себе грех их. Это устав вечный в роды ваши; среди же сынов Израилевых они не получат удела; так как десятину сынов Израилевых, которую они приносят в возношение Господу, Я отдаю левитам в удел, потому и сказал Я им: между сынами Израилевыми они не получат удела.
— Чис. 18:21—24
Это противоречит указанию книги Второзаконие:

Отделяй десятину от всего произведения семян твоих, которое приходит с поля [твоего] каждогодно, и ешь пред Господом, Богом твоим, на том месте, которое изберет Он, чтобы пребывать имени Его там; [приноси] десятину хлеба твоего, вина твоего и елея твоего, и первенцев крупного скота твоего и мелкого скота твоего, дабы ты научился бояться Господа, Бога твоего, во все дни.
— Втор. 14:22, 23
Законоучители пришли к выводу, что речь здесь идёт о разных десятинах: сначала следует отделять десятину для левитов, она называется первой десятиной, מעשר ראשון (маасер ришон), затем от оставшегося продукта — десятину для собственного употребления на святом месте, она называется второй десятиной, מעשר שני (маасер шени). Кроме того, ещё до отделения десятин, согласно Чис. 18:12, 13, отделяется возношение для священников-ааронидов. Законам о второй десятине и возношениях, посвящены отдельные трактаты Мишны — «Маасер шени» и «Трумот»; в трактате «Маасрот» рассматривается вопрос, касающийся и возношения, и обеих десятин — от каких продуктов, и в какой срок следует их отделять. Комментарии к Мишне имеются в Тосефте и в Иерусалимском Талмуде; в Вавилонском Талмуде трактат отсутствует.
Продукты, от которых не отделены десятины, запрещены под страхом небесной кары, но до определённого момента ими можно «закусывать» (אוכל מהם עראי, буквально — «есть от них случайно») — пробовать в небольшом количестве без намерения насытиться. С момента, когда обработка плодов завершена, их нельзя и пробовать, такой момент называется «горен» (גרן, букв. «гумно», потому что для злаков этим моментом было окончание молотьбы, а потом название распространилось на все другие продукты). В особом положении находились инжир, виноград и оливки: для них момент горена зависел от того, будут ли они обращены соответственно в сушёный инжир, вино и масло; так что их можно было, например, продавать, не отделивши десятин, рассчитывая пустить непроданный остаток в обработку.
Характерно место в Иерусалимском Талмуде, отражающее перемену взгляда народа на институт десятины и постепенное его упразднение. В доме рабби Иехуды прибегали к обходу закона, чтобы освободиться от обязанности дать десятину. Тогда Иехуда им сказал: смотрите, какое различие между вами и предыдущим поколением; рабби Акива, бывало, покупает за одну «пруту» три рода продуктов земли, чтобы давать десятину с каждого рода в отдельности, а вы прибегаете к разным хитростям, чтобы освободиться от религиозного налога.

## Название трактата
В одном из вариантов трактат называется «Маасер ришон» (מעשר ראשון‬, первая десятина). Однако, законов, специфичных именно для десятины левитов, в Мишне не содержится; изложенные в этом трактате правила одинаково относятся как к первой, так и ко второй десятине (а также к возношению). Поэтому название во множественном числе — «Маасрот» — более соответствует содержанию трактата. Можно предположить, что, поскольку за этим трактатом следует трактат «Маасер шени» (вторая десятина), название «Маасер ришон» было дано по аналогии и обозначало следование по порядку.

## Содержание
Трактат «Маасрот» в Мишне содержит 5 глав и 40 параграфов.
- Глава первая определяет, какие продукты входят в сферу действия закона о десятинах. Установлено правило, что десятинам подлежит вся продукция земледелия в состоянии, когда она съедобна; от действия закона освобождаются дикорастущие и незрелые плоды. В главе разбирается, когда наступает момент зрелости и завершения обработки («горена») для разных видов растений, вина и оливкового масла.
- Глава вторая рассматривает вопрос об отделении десятин с купленного товара. Для него «горен» наступает в момент покупки, но можно, например, есть по одному плоду, не отходя от продавца — тогда десятины можно не отделять. Также может не отделять десятин работник, нанятый на уборку урожая, который, согласно Втор. 23:24, 25, имеет право есть от него.
- Глава третья определяет необходимость отделения десятин в зависимости от ситуации. Например, нанятые на обработку поля работники, которым хозяин предоставляет питание, могут есть плоды только по одной штуке, не набирая в корзину — так как эти плоды как бы куплены ими за свой труд, и с них надо отделять десятины.
- Глава четвёртая рассматривает особенности отделения десятин от некоторых видов растений.
- Глава пятая рассматривает случаи освобождения от действия закона о десятинах. Свободны от десятин, например, рассада и семена овощей.